# Anža
L'Anža (in russo Анжа?) è un fiume della Siberia Orientale affluente sinistro del fiume Kan (bacino dell'Enisej). Scorre nel Sajanskij rajon del Territorio di Krasnojarsk. 
La sorgente del fiume si trova sulla cresta Kojskoe Belogor'e, il versante settentrionale del monte Golec Kirel'skij (monti Saiani Orientali). La sua lunghezza è di 142 km, l'area del bacino è di 1 530 km². Attraversa il villaggio di Aginskoe e sfocia nel fiume Kan a 434 km dalla foce vicino al villaggio di Ust'-Anža.